# Сіль (мікрорайон)

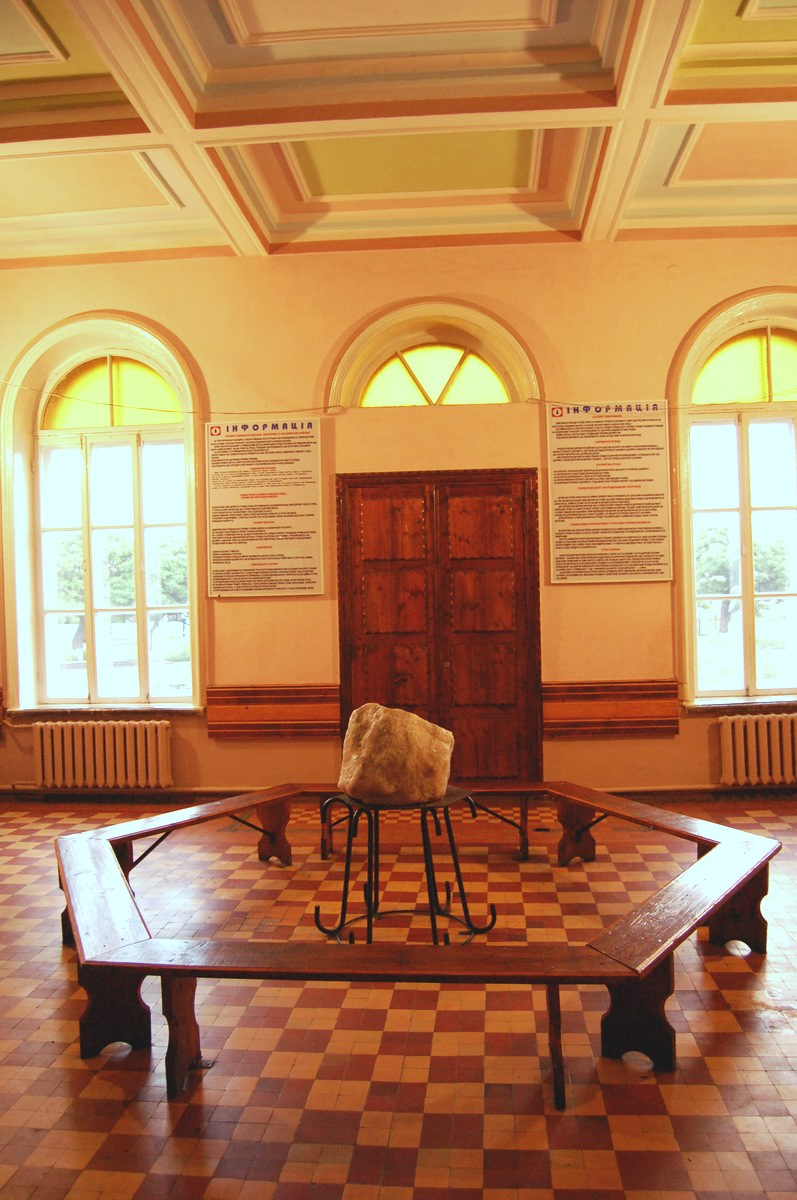
Інтер'єр станції Сіль до травня 2011 року

Сі́ль — колишнє селище в Україні, підпорядковувалося Бахмутській міськраді Донецької області. Включене в межі міста Соледара постановою Верховної Ради України від 8 липня 1999 року. Поштова назва — Соледар-3.
Більшість населення працює на шахтах ДП «Артемсіль», заводу KNAUF, залізничному депо, МП «Ялинка» (займається розведенням хвойних дерев).
Працює залізнична станція, яка обслуговує як саме селище, так і місто Соледар, розташоване за 3 км від станції на пагорбі (в народі — Юрчина гора).
До 2003 року діяла школа № 23 І-ІІ ступенів (9-річна). Наразі середню й старшу школи переведено в Соледар, а будівлю знесено. Молодша школа працює в будівлі дитячого садка (УВК № 23).
У селищі діє 4 магазини та поштове відділення (вул. Мічурина, 8, iндекс — 84548). При депо функціонує їдальня й медпункт (до 2013 року).
З 16 січня 2023 року тимчасово окуповане російськими загарбниками.

## Історія
Найстаршим населеним пунктом на території, що належить сьогодні соледарськiй громаді, було село Турилівка. Згідно з переписом 1795 значиться «село Туріловка бригадира і кавалера Олексія Родіонова сина Депрерадовича на правому березі річки Мокра Плотва при впадінні її в річку Бахмут з землями при яру Бабкова і Каганцевом, при великій дорозі, що лежить з міста Бахмут в місто Воронеж» (це опис відповідає південно-східній частині сучасної Солі, Пеуновке і території між ними).
Зараз важко сказати, де саме розташовувалася село, але воно займала площу бл. 3,5 тис. га. Проте в ІІ пол. XIX ст. на цьому місці поселення було відсутнє.
Залізниця через ст. Сіль прокладена 1913 року.
Подальший розвиток залізничного транспорту ставив нові завдання. Збільшення кількості рухомого складу вимагало поточного та капітального ремонту. Так були організовані локомотивне та вагонне депо станції Красний Лиман, вагонне депо станції Попасна, а два роки по тому, у вересні 1935 р. — вагонна частина депо станції Сiль.

## Населення
1908 р. — 135 осіб;
1939 р. — бл. 700 чоловік;
1959 р. — 1314 чоловік;
1970 р. — 1436 чоловік;
1979 р. — 1214 чоловік;
1989 р. — 1036 чоловік;
1995 р. — 912 чоловік;
2005 р. — 771 чоловік;
2010 р. — 700 осіб.
2015 р. — 660 осіб.
2020 р. — 606 осіб.

## Природа

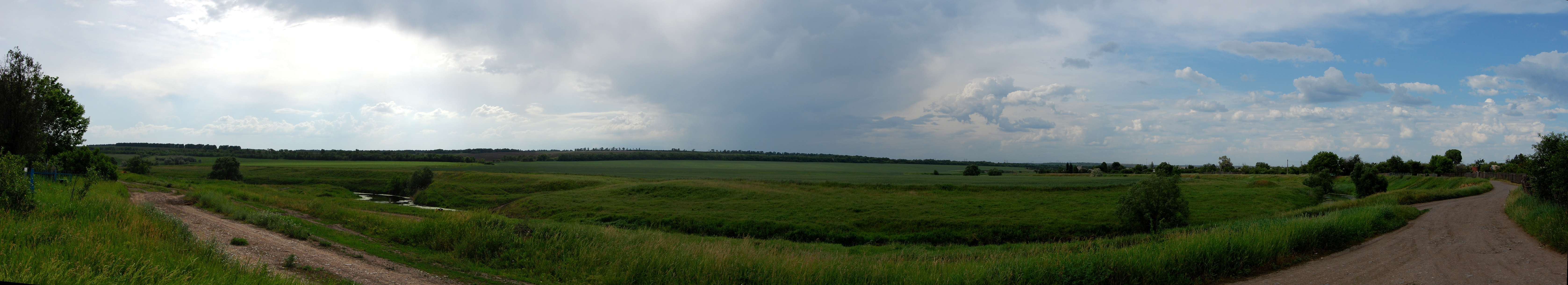
річка Бахмутка

Селище розташоване в степовій зоні, а відтак домінує степова рослинність — степові трави, невисокі кущі. Наявні дерева (липа, тополя, фруктові культури, окрім тамариску) були штучно висаджені.
Через селище протікає річка Бахмутка — в минулому судноплавна.
На території Солі зустрічається різноманітна кількість видів птахів, як-то ластівка сільська, горобець польовий, чечітка (взимку), шпак, зеленяк, горлиця кільчаста, синиця велика, чапля сіра, зозуля, бджолоїдка звичайна, плиска біла, синьошийка та ін.
Серед тварин трапляються їжаки, ласки, зайці, лисиці. Трапляються випадки нападів вовків на домашню худобу.
Також, в цій місцевості зустрічається червонокнижний жук-олень.

## Твори, в яких згадується Сіль
- Григір Тютюнник«Климко»
- Хаддад Катріна «228 км на південний схід, або Велика Пригода»
- Операцiя «Скачок» (вересень 1943 року)

## Сіль на ТБ
- Програма ТРК «Україна» «Критична точка» від 16.12.2011[недоступне посилання з липня 2019]
- [ТРК «Заказ»-1997 рiк]
- [ТРК «Заказ»-1998 рiк]